# Panhard & Levassor Type X61
Der Panhard & Levassor Type X61 ist ein Pkw-Modell von 1928. Hersteller war Panhard & Levassor in Frankreich.

## Beschreibung
Die Fahrzeuge haben einen ventillosen Schiebermotor nach einer Lizenz von Charles Yale Knight. Im Motorcode „SK6C3“ steht das „K“ für Knight und die „6“ für die Anzahl der Zylinder.
Der Sechszylinder-Reihenmotor hat 67 mm Bohrung, 103 mm Hub und 2179 cm³ Hubraum. Er wurde auch 12 CV genannt.
Die nationale Zulassungsbehörde hatte am 2. Februar 1928 ihre Erlaubnis erteilt. Die Produktion lief von Juli 1928 bis Oktober 1928, war also nur von kurzer Dauer. Das Modell stand auch nicht im offiziellen Verkaufskatalog. Während dieser Zeit wurden acht Fahrzeuge verkauft und eins davon exportiert.